# 起錨 (口號)

「起錨」之官方海報

“起錨”（英語：Act Now）是香港特別行政區行政長官曾蔭權於2010年5月29日所提出的口號，寓意「是時候行動」，為2012年政改方案宣傳的主題。「起錨」標誌中：「藍色是代表海洋，『起』字的一撇儼如在海洋中航行的船，寓意揚帆起航」。該口號旨在呼籲香港市民支持特區政府所倡議的2012年政改方案，但有部分反對者將「起錨」改為「超錯」以示不滿。經歷為期約一個月的「起錨」宣傳後，方案最終在6月24日、25日獲得通過。

## 背景

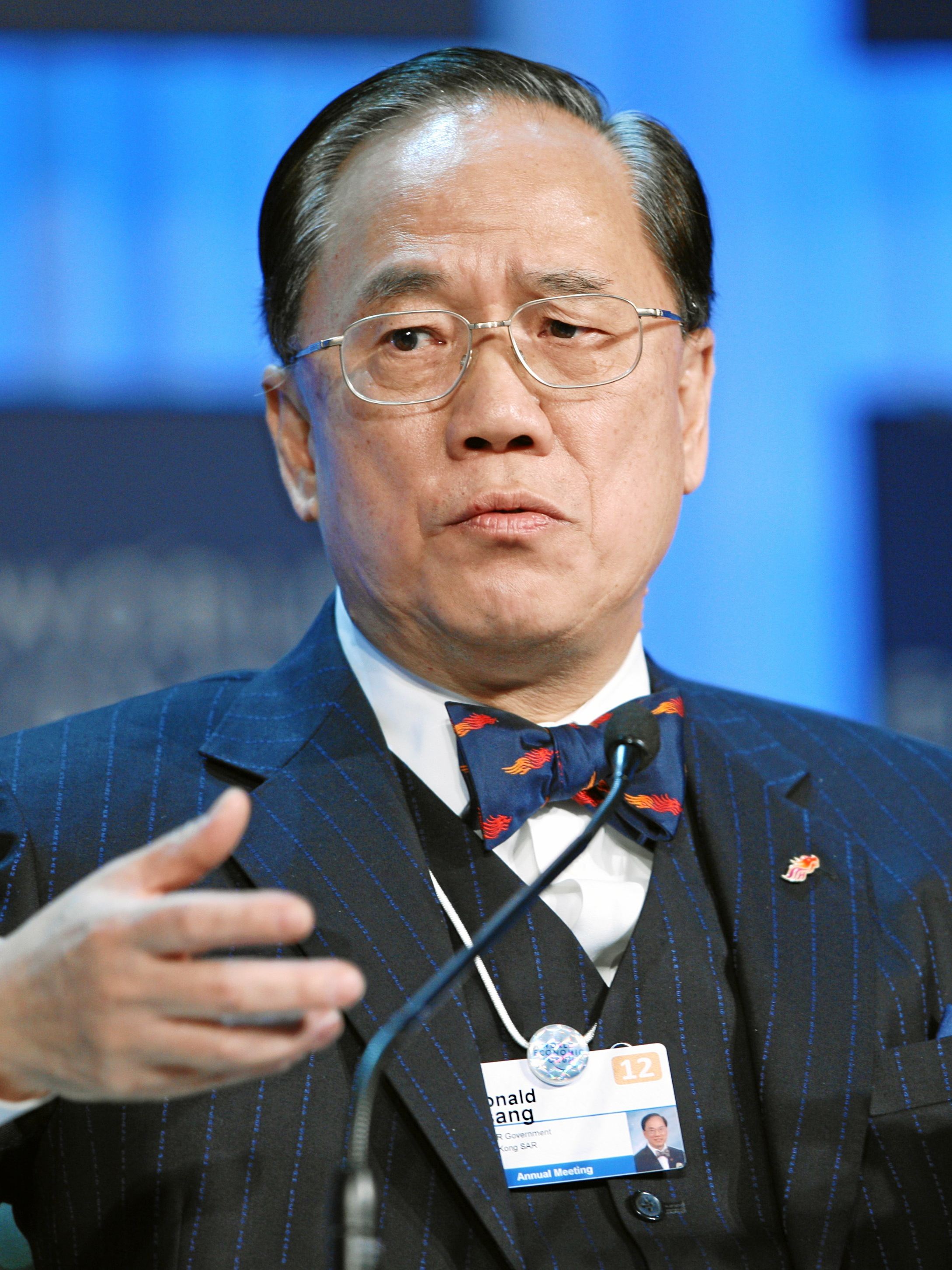
時任香港行政長官曾蔭權

自2005年政改方案被否決後，港府雖然曾在2007年發表政制發展綠皮書，但泛民主派的立法會議員反對綠皮書，並呼籲市民支持2012雙普選。其後，泛民發動撐傘撐2012普選大遊行來爭取市民支持，全國人大常委會於兩個月後發表《全國人民代表大會常務委員會關於香港特別行政區2012年行政長官和立法會產生辦法及普選問題的決定》，否決泛民所提倡的2012雙普選，但訂明2017年香港特別行政區行政長官選舉及2020年香港立法會選舉可以由普選產生。泛民在發表決定當天舉行2007年反對人大否決普選遊行以表達不滿，而民主黨創黨主席李柱銘則絕食抗議。2008年，民間人權陣線發起2008年爭取2012雙普選大遊行繼續爭取2012雙普選。2009年，政制及內地事務局局長林瑞麟指出普選需按部就班。11月18日，港府發表《2012年行政長官及立法會產生辦法諮詢文件》收集民意。
2010年初，民主動力與泛民合辦「還我普選」元旦大遊行，繼續爭取普選。與此同時，公民黨與社會民主連線正式啟動五區總辭，試圖通過2010年香港立法會地方選區補選爭取民意，達成「盡快實現真普選、廢除功能組別」的目標，最終辭職議員均全數重返立法會。其後，反對總辭的民主黨牽頭與香港民主民生協進會、香港職工會聯盟等其餘泛民成員組成終極普選聯盟，與中央人民政府駐香港特別行政區聯絡辦公室副主任李剛會面，以尋求在普選等議題上達成共識。及後，港府銳意宣傳政改，先後推出不少宣傳政改的廣告，有報章亦披露港府將會發動一場「特區政府成立以來最大的群眾運動」。

## 宣傳

### 第一輪宣傳

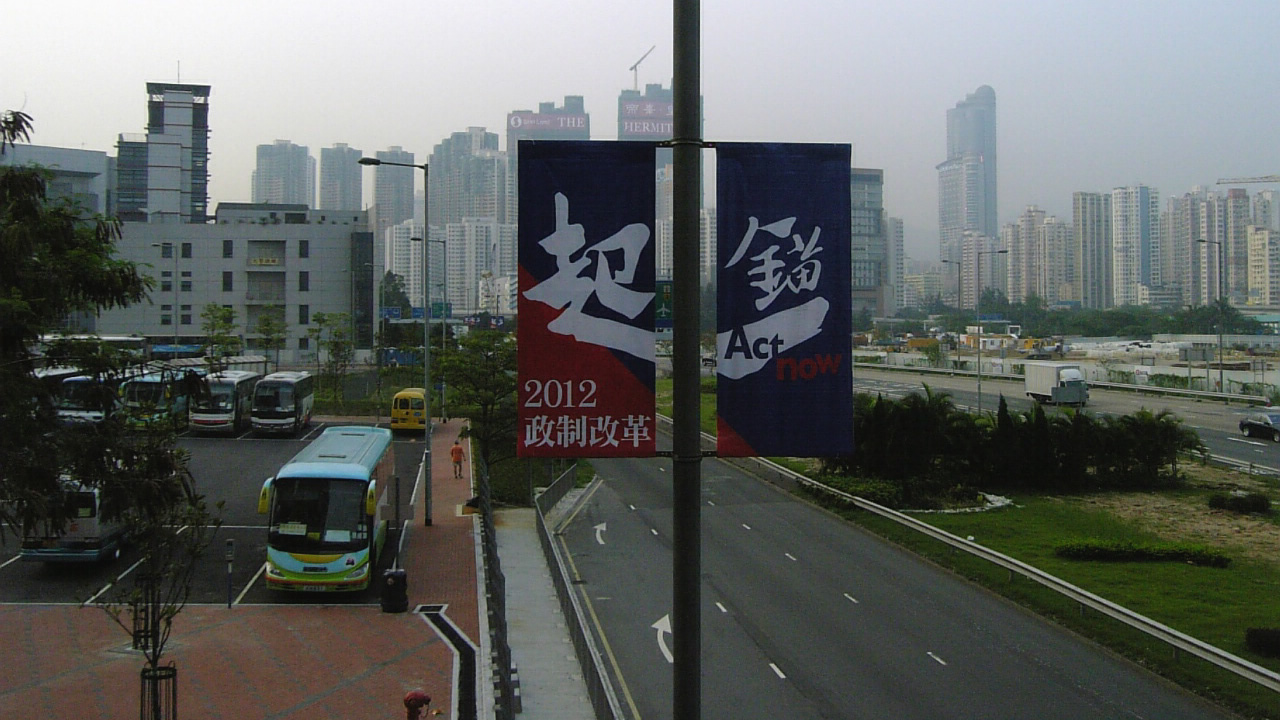
「起錨」的街燈宣傳海報

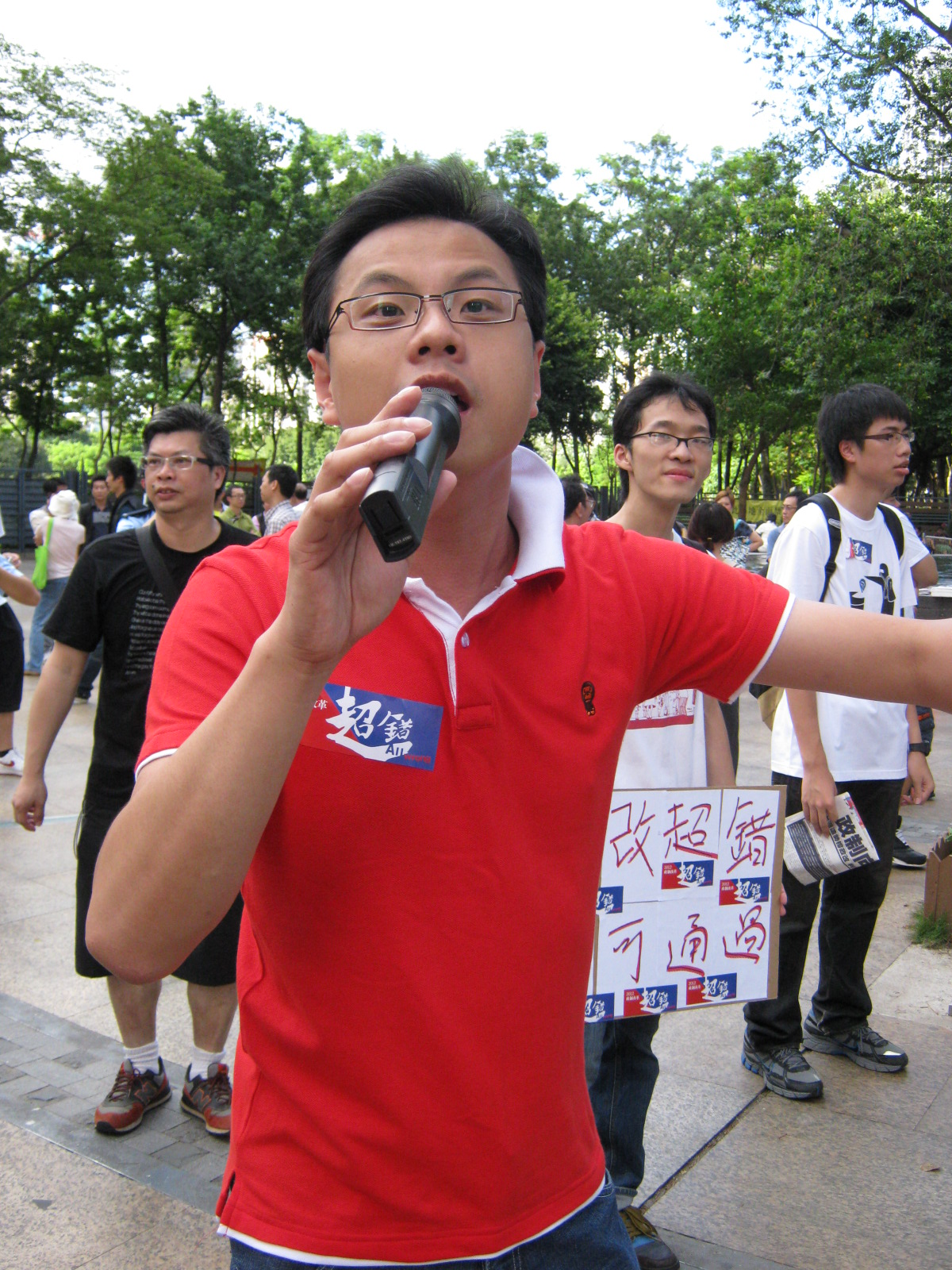
貼上「超錯」貼紙的任亮憲

2010年5月28日，「起錨」廣告率先在港鐵各車站出現，特首曾蔭權則在《香港家書》中形容香港是一艘向普選目標航行的船，揚言否決政改將會浪費十年光陰。
5月29日，政務司司長唐英年和財政司司長曾俊華穿上印有「起錨」字樣的T恤前往九龍灣德福廣場派發傳單宣傳政改，有市民將接過的「起錨」單張棄置於垃圾箱，亦有市民說：「官員能夠放下身段來到社區，顯示問責團隊有做實事。」特首曾蔭權則與環境局局長邱騰華穿上印有「香港起錨」字樣的T恤在金鐘太古廣場派發傳單宣傳政改，期間「維園阿哥」任亮憲及前香港專上學生聯會秘書長周澄上前抗議，亦有外國人接過「起錨」單張後聲言會支持政改，但被太陽報質疑是港府安排的。曾蔭權其後乘坐開蓬巴士前往鰂魚涌太古城繼續進行政改宣傳活動，有市民向他揮手歡呼。接著，曾蔭權與一眾官員抵達沙田，但一度被示威者包圍而被逼往沙田大會堂暫避，部分市民高喊「反對爛方案、否決功能組別」的口號，教協成員戚本盛向曾俊華詢問該次政改方案如何比上次更民主，曾俊華只說多謝，對方問他多謝什麼，曾回應說多謝他大聲，然後進入大會堂，當時沒有示威者包圍他們，只有戚本盛、曾俊華和記者，亦有市民接過傳單後質問曾蔭權：「起錨？起去邊？」（指起錨後目的地在哪），然而曾蔭權沒有回應問題。其後，曾蔭權會見傳媒並帶領一眾官員高喊「起錨」口號，官員一邊笑一邊參差不齊地呼喊口號，同時亦有毫無反應的官員。當天，港府在Facebook開設宣傳政改的「起錨」群組，並且推出三位行政會議成員夏佳理、胡紅玉和梁智鴻的「起錨」宣傳片。
5月30日，曾蔭權在電台節目《給香港的信》中呼籲市民向所屬地區的立法會議員表達不願政制原地踏步的訴求。5月31日，政制及內地事務局局長林瑞麟出席深水埗區議會特別會議時高呼「香港民主起錨」等口號，在場的民主建港協進聯盟與政制向前走大聯盟成員亦有跟隨。律政司司長黃仁龍則戴上「起錨」襟章在大學生實習計劃頒獎禮宣傳政改。財經事務及庫務局副局長梁鳳儀與勞工及福利局政治助理莫宜端則在中環派發傳單。教育局副局長陳維安於香港四邑商工總會黃棣珊紀念中學就政改議題與學生進行交流。
6月1日，財政司司長曾俊華前往順利天主教中學繼續推廣政改方案，有教師舉起寫有「超錯」字樣的紙板反對。商務及經濟發展局副局長蘇錦樑、教育局局長政治助理楊哲安和民政事務局政治助理徐英偉則到黃大仙派發「起錨」傳單宣傳政改。與此同時，教育局局長孫明揚在香港君悅酒店舉辦的保良局庚寅年董事會午餐會上戴上「起錨」襟章宣傳政改。
6月2日，運輸及房屋局局長鄭汝樺到龍翔中心派發「起錨」襟章。公務員事務局局長俞宗怡宣傳政改時身上的「起錨」襟章倒轉了。保安局局長李少光出席活動時一度忘記扣上「起錨」襟章，在同一場合的發展局局長林鄭月娥則一直配戴著「起錨」襟章。6月3日，商務及經濟發展局局長劉吳惠蘭與屯門區議會主席劉皇發等區議員會面並解釋「起錨」行動的宗旨及到社區派發政改宣傳品。6月4日，財經事務及庫務局局長陳家強在香港董事學會午餐會上宣傳「起錨」。6月5日，發明家「星之子」陳易希、前無綫電視主播、中醫師黃德如與香港足球先生陳肇麒在新一輯的宣傳片中呼籲市民支持「起錨」。

### 第二輪宣傳
6月6日，港府公佈其將兵分三路宣傳政改，曾蔭權會先在鰂魚涌康怡廣場宣傳，然後再轉至筲箕灣愛東邨商場繼續；唐英年則先到九龍塘又一城，其後再前往深水埗西九龍中心；另外，曾俊華與黃仁龍會到西貢公眾碼頭和將軍澳坑口站宣傳。曾蔭權在鰂魚涌宣傳時高呼「起錨」，爭取香港市民支持政改方案，但有示威者高呼普選口號，甚至有人高喊粗言穢語，由於現場過度混亂，導致他尚未接觸到市民，便已經離開，教育局局長孫明揚卻成功避開示威者並且獲小童向其叫喊「起錨！起錨！」。曾蔭權在筲箕灣宣傳時則以漁民休漁期作例子，並且強調「起錨」的終點是「實現民主」，雖然有市民拍掌以示支持，但亦有市民斥責他「可恥」，發展局局長林鄭月娥和公務員事務局局長俞宗怡則向市民派發「起錨」宣傳品。另一方面，唐英年在九龍塘宣傳時多次高叫「起錨」，民政事務局局長曾德成、勞工及福利局局長張建宗、環境局局長邱騰華、食物及衞生局局長周一嶽、副局長梁卓偉及數名政治助理則向市民派發「起錨」傳單，他們在解釋政改方案的時候，在場人士不斷高叫「超錯」來回應，而且還有示威者躺在車隊前企圖阻撓唐英年離開。唐英年在深水埗宣傳時則聯同多名局長連續高呼數十次「起錨」，而且再次有示威者躺在車前試圖阻止他離開。此外，曾俊華剛剛到達西貢宣傳便遭社民連成員錢偉洛遞上林柿，暗諷其可恥，身穿「起錨」T恤的曾俊華和黃仁龍其後雖然通過擴音器呼籲市民支持政改，卻被現場市民報以噓聲，他們在將軍澳派發宣傳政改的單張期間，支持與反對政改的市民將他們重重包圍並且分別高喊「起錨」和「超錯」口號，而且還有自由黨西貢區議員方國珊幫忙宣傳。保安局局長李少光、運輸及房屋局局長鄭汝樺、副局長邱誠武和財經事務及庫務局局長陳家強亦在附近派發「起錨」單張，有市民與子女一同高呼：「支持政改，政制莫停步！」來作回應。

### 第三輪宣傳
6月8日，扣上「起錨」襟章的黃仁龍前往樂善堂楊葛小琳中學宣傳政改方案，有示威者將「超錯」貼紙黏貼在其座駕上。6月10日，財經事務及庫務局局長陳家強在華人會計師公會午餐會中派發「起錨」襟章宣傳政改。晚上，身穿「起錨」T恤的唐英年前往荃灣祈德尊新邨家訪推銷政改方案，獲民建聯區議員陳金霖替其開路，沿途有社民連成員高呼「超錯」作抗議，然而亦有市民表態支持政政方案。與此同時，曾俊華、勞工及福利局局長張建宗、財政司司長政治助理葉根銓和勞工及福利局局長政治助理莫宜端在觀塘曉麗苑進行家訪宣傳政改，雖然有市民高喊：「司長我們支持你！支持政改！起錨！起錨！」以表示支持政改，但是亦有教師舉起寫有「踢走功能組別 OUT！」的標語來抗議。此外，黃仁龍則聯同經濟發展局局長劉吳惠蘭、副局長蘇錦樑前往南區石排灣邨碧銀樓家訪宣傳政改方案，有市民批評：「根本是勞民傷財，不明白為何要如此鬼鬼祟祟！」
6月11日，蘇錦樑、環境局副局長潘潔和特首辦特別助理陳岳鵬前往美孚派發「起錨」宣傳品。6月12日，勞工及福利局局長張建宗配戴「起錨」襟章在有關兒童發展的活動上宣傳政政。6月13日，民政事務局局長曾德成在2010年度東區龍舟競渡大賽上致辭呼籲「支持政改方案，一齊『起錨』前航。」運輸及房屋局副局長邱誠武則在梅窩龍舟公開賽上致辭呼籲「為政改，我們一起『起錨』向前行。」此外，曾蔭權和太太曾鮑笑薇到筲箕灣東大街、灣仔太原街街市和中環鴨巴甸街派發「起錨」傳單宣傳政改，雖然有市民表示希望政制能夠有所進步，然而蘋果日報卻質疑港府將反對聲音全數過濾。
6月15日，港府推出由行政會議成員胡紅玉、夏佳理、梁智鴻和張炳良參與的新一輯「起錨」宣傳片。商務及經濟發展局副局長蘇錦樑前往長洲「起錨」宣傳政改。教育局局長孫明揚則在東華三院午餐會上形容「起錨」行動的目的：「即是要引起市民對政改方案的認識及關注，進行具建設性的討論和溝通，從而爭取他們的支持。」6月16日，曾蔭權前往大埔海濱公園觀看龍舟比賽前高呼「起錨」宣傳政改，有民主黨成員向其請願，要求撤回政改方案，亦有市民表示：「希望政制向前發展。」唐英年則在沙田舉行的龍舟競渡中呼籲市民：「齊心起錨，衝向普選終點。」有參賽者認為「起錨」過度宣傳，節日氣氛受到影響。此外，曾俊華在西貢舉行的龍舟賽事期間則派發「起錨」襟章宣傳政改，有參賽者高呼「起錨」。
6月17日，唐英年在慶祝香港回歸祖國13周年暨香港友好協進會成立21周年聯歡晚會上高呼「起錨」宣傳政改。曾蔭權則扣上「起錨」襟章與公民黨黨魁余若薇進行政制改革方案辯論。6月19日，身穿「起錨」T恤的曾蔭權與一眾政府官員出席由政制向前走大聯盟所發起的「支持政改」遊行，民建聯主席譚耀宗則帶領參與者高呼「起錨」以示支持政改，遊行人士在沿途高喊「起錨」，立法會議員社民連的梁國雄和季詩傑等人到場將印有「超錯」的黑色氣球投向示威者。6月21日，扣上「起錨」襟章的曾蔭權和孫明揚前往堅道聖母無原罪主教座堂出席前政務司司長陳方安生丈夫陳棣榮的追思彌撒。6月23日，行政會議召集人梁振英、行政會議成員夏佳理、查史美倫、一眾副局長和政治助理帶上「起錨」襟章到立法會大樓旁聽席以示支持政改，立法會保安以政治中立為由，要求他們除去「起錨」襟章。

## 評價

### 正面評價
商務及經濟發展局局長劉吳惠蘭形容「起錨」已成功引起市民關注政改。政務司司長唐英年則認為「起錨」：「就是要讓民主之船在2012年啟航，乘風破浪，駛向2017、2020兩個普選目的地。」香港商報社論則稱「起錨」一詞「比喻政制向前航行，是形象而恰當的。」香港專業及資深行政人員協會創會會長容永祺評論「起錨」行動：「絕對是一個好的開始。」立法會主席民建聯的曾鈺成稱「起錨」行動是：「體現問責制精神，是好的開始。」行政會議成員梁智鴻認為「起錨」行動：「有助向市民解釋方案」。九龍總商會副理事長李廣林形容「起錨」的作用是：「提醒港人香港在這個議題上已經耽誤了不少時間（這個議題指政改議題）」。城大專業進修學院學術統籌宋立功形容第二次「起錨」行動：「表現明顯較上次有進步。」全國人大常委范徐麗泰讚揚「起錨」行動並希望：「官員應堅持繼續落區，與市民接觸，否則正中抗議人士下懷。」中聯辦副主任李剛表示「起錨」行動：「體現特區政府希望推動香港政制向前邁出一步的誠意。」港區全國政協委員龍子明認為：「『起錨』第二波贏得市民歡迎和熱烈掌聲。」政制及內地事務局局長林瑞麟強調：「『起錨』活動可以聽取到民意、直接接觸市民。」行政會議成員梁智鴻直言：「高官落區宣傳，令市民有更多機會了解方案，『起錨』口號深入民心。」黃仁龍認為「起錨」行動：「能喚起市民對政改問題的關心」。原港區全國政協委員蔡德河稱「起錨」行動：「正是特區政府積極主動推行新政的創新與朝氣。」 曾蔭權形容：「『起錨』的口號是一個長遠的運動，提醒香港人要不停的向前進。」他又認為「起錨」：「可以徹底改變香港的政治生態。」立法會議員民主黨的鄭家富認為曾蔭權高呼「起錨」的聲浪比得上社民連的陳偉業。香港工商專聯會會長楊志強認為「起錨」行動：「以身體語言展示了推動政改的誠意。」

### 負面評價
公共事務顧問盧子健認為：「再次『起錨』造成的混亂對公眾無益，加上示威者眾多，增加官員的安全風險，並非良好管治的表現，建議政府不要再以這個方式落區宣傳政改。」香港中文大學政治及行政學系副教授馬嶽則表示「起錨」行動：「類落區派單張、喊口號的政治宣傳流於表面，對於民意的影響是很有限的。」立法會議員民主黨的張文光表示「起錨」行動：「不欲觀之」。前民政事務局局長何志平形容「起錨」：「說明了政改的船要揚帆起動，但究竟何處才是前方？」另一方面，立法會議員職工盟的李卓人表示「起錨」，其實是「拋錨」。明報專欄作家黎佩芬則形容：「起錨的嘶叫聲，叫人毛髮直豎。」支聯會主席司徒華則直指：「起錨」口號，應改為「起茅」（茅是粵語，指不誠實）。前任港區全國人大代表吳康民批評：「起錨」是「做秀」。立法會議員民主黨的涂謹申、鄭家富和甘乃威等一行人從政府總部出發到禮賓府，沿途高喊「自由被拋錨！民主怎樣起錨？」等口號。吳志森則認為在「起錨」行動中，曾蔭權是：「既要聲勢，卻又害怕」。特首曾蔭權本身則認為「起錨」與「超錯」有九成相似，並且以「零五超錯，一二起錨」來回應。東方日報則評論道「起錨」為：「恐怕這次連船也要翻了。」立法會議員工聯會的王國興批評「起錨」行動：「不但破壞中聯辦與溫和民主派的溝通氣氛，更令市民只注意到激烈反對政改的聲音，引起各方的不安及疑慮。」自由黨主席劉健儀則認為：「市民對『起錨』反對聲音強烈，政府應作出檢討。」立法會議員公民黨的陳淑莊則斥責：「『起錨』不但『超錯』，而且『超浪費』。」立法會議員民主黨的李永達形容「起錨」行動中：「家訪無代表性。」香港記者協會主席麥燕庭斥責曾蔭權在「起錨」行動期間：「落區宣傳不通知傳媒，令公眾只看見支持他的聲音。」前投資推廣署署長盧維思形容「起錨」是：「愚蠢口號。」立法會議員林大輝認為「起錨」是：「硬銷手法。」立法會議員勞聯的李鳳英批評「起錨」行動：「加劇社會矛盾與撕裂。」立法會議員匯賢智庫的葉劉淑儀形容：「推銷政改的『起錨』運動一敗塗地。」

## 影響

### 潮流用語

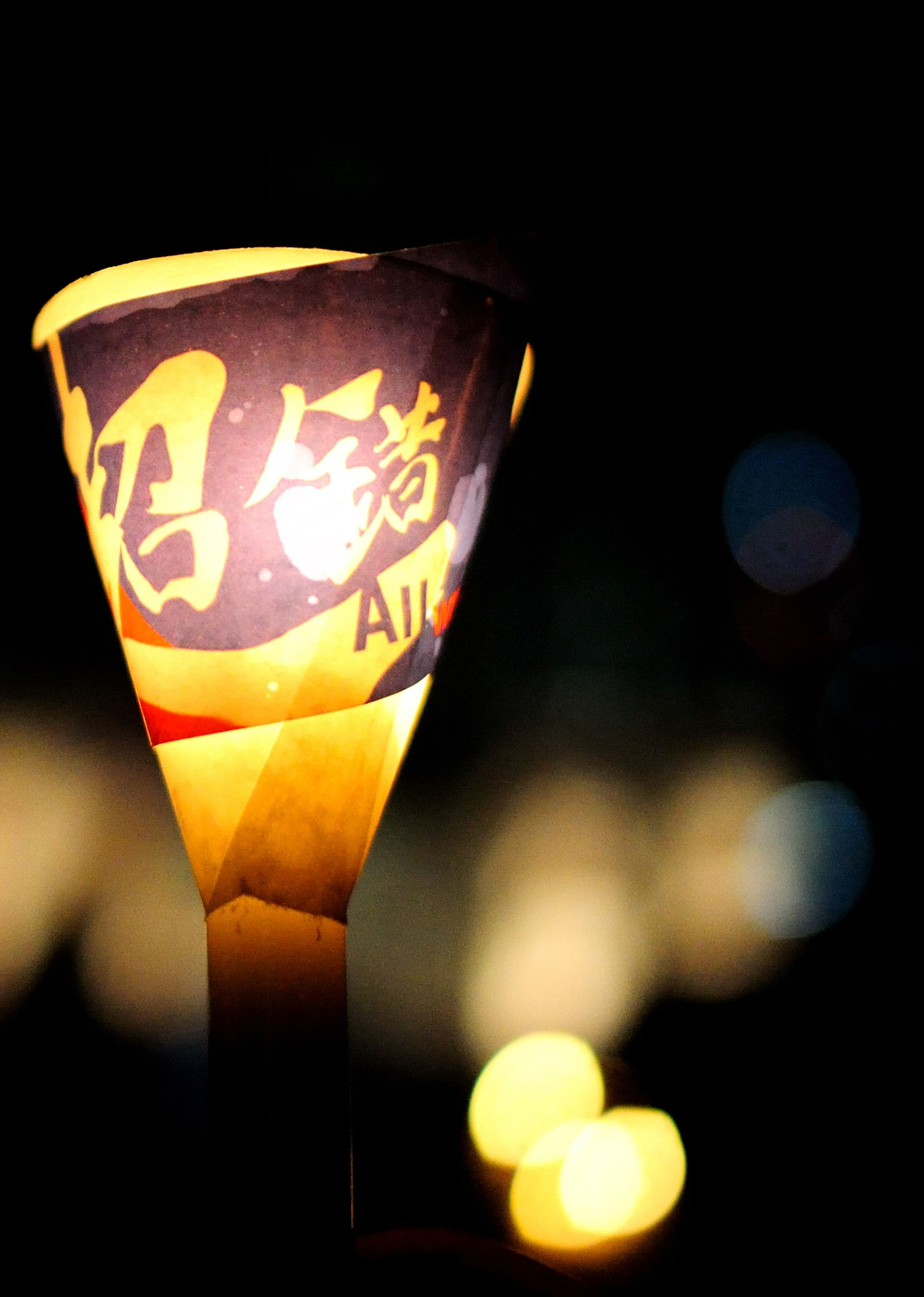
「超錯」燭光

曾蔭權所提出的「起錨」成為了香港的潮流用語。立法會議員專業會議的梁美芬在《文匯報》以「政改要起錨 民意需尊重」為題撰文支持政改。有示威者在遊行期間被警察阻撓他們前進時高呼「起錨、起錨」以尋求警方開路。此外，立法會議員民主黨的黃成智表示港府對殘疾人士的服務亦需要「起錨」。另外，立法會議員民主黨的涂謹申則斥責港府阻撓民主女神像作者陳維明入境是：「香港極權起錨，自由拋錨」。香港中文大學學生會以「女神起錨」作為運送民主女神像進入中大的口號。民主黨主席何俊仁則以「起錨都唔知去邊度，依家嗰隻船氹氹轉（指起錨後沒有目的地，船現在還是在繞圈子）」來形容普選問題。《香港商報》以「為香港民主起錨吧！」來呼籲溫和民主派支持政改。保釣行動成員手持印有保釣「起錨」的橫額遊行至花園道美國總領使館表達不滿。香港海洋公園主席盛智文在中華鱘館參觀結束後高呼「Act now（起錨）」。在表決政改當天，支持政改的市民與團體在遮打花園高喊「起錨」，民主黨副主席劉慧卿則上前與他們握手，並得到他們高叫「起錨」作回應。

### 超錯
部分不滿「起錨」的網民將「起錨」改成「超錯」（All Wrong）或「收皮」（「收皮」是粵語俗語，意指「省點吧」），由於「超錯」字型與「起錨」相當近似，因而與「起錨」一樣很快便成為香港的潮流用語。

### 香港政治
有網民譏諷提出「起錨」的曾蔭權為「鐵達尼號船長」。此外，廣播處長黃華麒則被泛民議員批評港台不斷宣傳「起錨」。其後，政制向前走大聯盟召集人兼工聯會會長鄭耀棠在6月19日於維多利亞公園舉行大型集會以支持政改方案，並以「啟航」為主題，與港府提出的「起錨」一脈相乘。曾蔭權則總結「起錨」行動為：「今次落區是一次新體驗、新挑戰，以身體力行方式，去令民主走前一步，又怎會是錯呢？」「起錨」後，一國兩制研究中心的民調中受訪者支持政改的比率為54%，較上次調查下跌了2%。公民黨秘書長陳家洛則稱「起錨」行動前：「特首辦商量辯論（指曾余辯論）細節時，對方願多作考慮，但近日則不肯接受」。另外，唐英年出席新界社團聯會銀禧時認為其在2010年的工作主題「新起點、新里程」是與「起錨」互相呼應。第二輪「起錨」後，曾蔭權在港大民意研究計劃的民調中的得分為49.2分，較上次調查上升了0.2分。與此同時，支持政改的工商專業政改動力公佈會向全港約240萬名住戶及工商企業寄出通函，說明：「『再次否決方案，超錯』、『支持政制改革，起錨』。」《明報》認為「起錨」行動導致了社會分化。港大民意研究計劃指出「起錨」後：「政府建議的2012年行政長官選舉辦法，反對比率增加9個百分點至43%，贊成的有41%。」「起錨」宣傳片被質疑是政治廣告，應受規管。政改方案通過後，依然扣上「起錨」襟章的保安局局長政治助理盧奕基被香港女童軍總會副會長唐尤淑圻嘲笑為何還配戴著襟章。有份參與「起錨」行動的立法會議員梁君彥獲頒金紫荊星章，而全國政協委員劉夢熊則授予銅紫荊星章，中大政治及行政學系高級導師蔡子強質疑港府是「論功行賞」。泛民主派計劃聯署向廣播事務管理局投訴「起錨」宣傳片違法。《星島日報》指港府內部視「起錨」為政改方案的「身後事」。立法會議員民主黨的張文光質疑曾蔭權發動「起錨」行動的原因是害怕要下台。

### 其他
有份拍攝「起錨」廣告的陳肇麒的經理人梁芷珊指他並不會說服任何人支持或反對政改。
藝人歐錦棠前往銅鑼灣模仿曾蔭權落區的情況，將「起錨」改為「死佬」，從而宣傳舞台劇《死佬日記》。香港作家李敏稱其女兒誤將「起錨」看成「起錯」。有一位小童模仿「起錨」宣傳片中的橋段自己粉墨登場並上傳至港府在Facebook開設的群組以示支持。澳門立法會議員吳國昌則希望澳門政改能夠「起錨」。另外，在廣州亞運前夕，由於廣州市政協委員紀可光建議廣州電視台全面使用普通話播音而引起廣州市民的不滿，有部分廣州青少年以「起錨」作爲支持廣府話的口號。數月後，特首辦邀請歌手歐陽靖創作了一首有關「起錨」的歌曲來慶賀聖誕。

## 外部連結
- （繁體中文）二零一二年行政長官及立法會產生辦法建議方案（页面存档备份，存于）
- （粵語）YouTube上的起錨宣傳片（粵語）
- （粵語）YouTube上的起錨宣傳片第二輯（粵語）
- （粵語）YouTube上的起錨宣傳片第三輯（粵語）
- （粵語）YouTube上的起錨宣傳片第四輯（粵語）
- （粵語）YouTube上的起錨宣傳片第五輯（粵語）
- （粵語）YouTube上的《政改好茅》（粵語）
- （粵語）YouTube上的《好茅（2）之超錯》（粵語）